# Niż termiczny

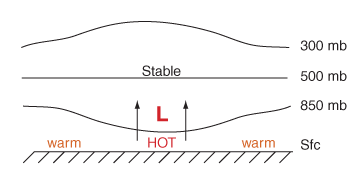
Pionowy rozkład ciśnienia nad rozgrzanym obszarem

Niż termiczny (Depresja termiczna) – obszar niskiego ciśnienia atmosferycznego występujący nad lądami w strefie podzwrotnikowej w ciepłym sezonie, powstały w wyniku intensywnego ogrzewania powierzchni lądu w porównaniu do otaczającego środowiska. Niże termiczne występują na pustyni Sonora, Wyżynie Meksykańskiej, w Dolinie Kalifornijskiej, na Saharze, w północno-zachodniej Argentynie, na wyżynie Kimberley w północno-zachodniej Australii, na Półwyspie Iberyjskim Wyżynie Tybetańskiej.
Intensywne nasłonecznienie połączone z małą chłonnością cieplną powierzchni ziemi powoduje jej nagrzewanie się. Od powierzchni nagrzewa się powietrze, które jako cieplejsze rozszerza się i unosi. Cieplejsze powietrze wywołuje mniejszy pionowy gradient ciśnienia. Ciśnienie przy powierzchni spada, powoduje to prądy konwekcyjne ciepłych mas powietrza. Depresja termiczna powstaje w dolnej warstwie troposfery, może przyjmować rozmiary od setek do tysięcy kilometrów.
Często powyżej niżu termicznego obserwujemy występowanie wyżu barycznego, który hamuje prądy wstępujące i uniemożliwia rozwój chmur opadowych.